# Vorpommern-Greifswald járás
Vorpommern-Greifswald egy járás Mecklenburg-Elő-Pomeránia tartományban. Vorpommern-Greifswald járás Vorpommern-Rügen, Mecklenburgische Seenplatte és Uckermark járásokkal határos. Lakosainak száma 236 697 fő (2019. október 31.).

## Népesség
A járás népessége az elmúlt években az alábbi módon változott:

| 2016 | 237 374 |
| 2019 | 236 697 |